# Бони Тайлър
Гейнър Съливан (по баща Хопкинс) (на английски: Gaynor Hopkins), известна с псевдонима Бони Тайлър (Bonnie Tyler), е рок и поп-певица от Уелс, Обединеното кралство.

## Биография
Родена е в село Скиуен, Южен Уелс на 8 юни 1951 г.
Притежава характерен дрезгав глас, който се дължи на неуспешна операция на гласните връзки. Започва музикалната си кариера през 1975 г. След най-известните ѝ хитове са „Пълно затъмнение на сърцето“, „Сърдечна болка“ и „Имам нужда от герой“.
Представя Великобритания на „Евровизия 2013“.

## Дискография

### Студийни албуми
- The World Starts Tonight (1977)
- Natural Force (1978)
- Diamond Cut (1979)
- Goodbye to the Island (1981)
- Faster Than the Speed of Night (1983)
- Secret Dreams and Forbidden Fire (1986)
- Hide Your Heart (1988) известен и под заглавието Notes From America
- Bitterblue (1991)
- Angel Heart (1992)
- Silhouette in Red (1993)
- Free Spirit (1995)
- All in One Voice (1998)
- Heart Strings (2003) известен и под заглавието Heart & Soul
- Simply Believe (2004)
- Wings (2005) известен и под заглавието Celebrate
- Rocks and Honey (2013)
- Between the Earth and the Stars (2019)
- The Best Is Yet to Come (2021)